# Qualificações para o Campeonato Europeu de Futebol de 2024 – Grupo C
O Grupo C das Qualificações para o Campeonato Europeu de Futebol de 2024 foi um dos dez grupos que decidiram os participantes do Campeonato Europeu de Futebol de 2024. As duas melhores seleções se classificaram.

## Classificação
|  | Equipes qualificadas para o Campeonato Europeu de Futebol de 2024 |
|  | Equipes classificadas para a repescagem                           |
|  | Equipes eliminadas                                                |

| Pos | Equipe             | Pts | J | V | E | D | GP | GC | SG  | Classificado             |  | ENG | ITA | UKR | MKD | MLT |
| --- | ------------------ | --- | - | - | - | - | -- | -- | --- | ------------------------ |  | --- | --- | --- | --- | --- |
| 1   | Inglaterra         | 20  | 8 | 6 | 2 | 0 | 22 | 4  | +18 | Eurocopa 2024            |  | —   | 3–1 | 2–0 | 7–0 | 2–0 |
| 2   | Itália             | 14  | 8 | 4 | 2 | 2 | 16 | 9  | +7  | Eurocopa 2024            |  | 1–2 | —   | 2–1 | 5–2 | 4–0 |
| 3   | Ucrânia            | 14  | 8 | 4 | 2 | 2 | 11 | 8  | +3  | Avança para a repescagem |  | 1–1 | 0–0 | —   | 2–0 | 1–0 |
| 4   | Macedônia do Norte | 8   | 8 | 2 | 2 | 4 | 10 | 20 | −10 | Eliminado                |  | 1–1 | 1–1 | 2–3 | —   | 2–1 |
| 5   | Malta              | 0   | 8 | 0 | 0 | 8 | 2  | 20 | −18 | Eliminado                |  | 0–4 | 0–2 | 1–3 | 0–2 | —   |

1. 1 2  Classificado em pontos de confronto direto: Itália 4, Ucrânia 1.

## Partidas
As partidas foram divulgadas pela UEFA em 10 de outubro de 2022. Para as partidas é utilizado o fuso horário UTC+1 e UTC+2.
| 23 de março de 2023 | Itália      | 1 – 2     | Inglaterra                | Estádio Diego Armando Maradona, Nápoles      |
| 20:45               | Retegui 56' | Relatório | Rice 13' · Kane 44' (pen) | Público: 44 536 Árbitro: SRB Srđan Jovanović |

| 23 de março de 2023 | Macedônia do Norte        | 2 – 1     | Malta      | Arena Toše Proeski, Escópia               |
| 20:45               | Elmas 66' · Churlinov 72' | Relatório | Yankam 86' | Público: 9 991 Árbitro: EST Kristo Tohver |

| 26 de março de 2023 | Inglaterra          | 2 – 0     | Ucrânia | Estádio de Wembley, Londres                   |
| 18:00 (17:00 UTC+1) | Kane 37' · Saka 40' | Relatório |         | Público: 83 947 Árbitro: NED Serdar Gözübüyük |

| 26 de março de 2023 | Malta | 0 – 2     | Itália                    | Estádio Nacional, Ta' Qali                  |
| 20:45               |       | Relatório | Retegui 15' · Pessina 27' | Público: 16 015 Árbitro: BUL Georgi Kabakov |

| 16 de junho de 2023 | Malta | 0 – 4     | Inglaterra                                                                | Estádio Nacional, Ta' Qali              |
| 20:45               |       | Relatório | Apap 8' (g.c.) · Alexander-Arnold 28' · Kane 31' (pen) · Wilson 83' (pen) | Público: 16 277 Árbitro: CRO Igor Pajac |

| 16 de junho de 2023 | Macedônia do Norte           | 2 – 3     | Ucrânia                                     | Arena Toše Proeski, Escópia                  |
| 20:45               | Bardhi 31' (pen) · Elmas 39' | Relatório | Zabarnyi 62' · Konoplya 67' · Tsyhankov 83' | Público: 14 370 Árbitro: SUI Lukas Fähndrich |

| 19 de junho de 2023 | Inglaterra                                                             | 7 – 0     | Macedônia do Norte | Old Trafford, Manchester                   |
| 20:45 (19:45 UTC+1) | Kane 29', 73' (pen) · Saka 38', 47', 51' · Rashford 45' · Phillips 64' | Relatório |                    | Público: 70 708 Árbitro: ROU István Kovács |

| 19 de junho de 2023 | Ucrânia             | 1 – 0     | Malta | Estádio Anton Malatinský, Trnava (Eslováquia) |
| 20:45 (21:45 UTC+3) | Tsyhankov 72' (pen) | Relatório |       | Público: 7 543 Árbitro: FRA Ruddy Buquet      |

| 9 de setembro de 2023 | Ucrânia       | 1 – 1     | Inglaterra | Estádio Municipal, Breslávia (Polónia)      |
| 18:00                 | Zinchenko 26' | Relatório | Walker 41' | Público: 39 000 Árbitro: BUL Georgi Kabakov |

| 9 de setembro de 2023 | Macedônia do Norte | 1 – 1     | Itália       | Arena Toše Proeski, Escópia               |
| 20:45                 | Bardhi 81'         | Relatório | Immobile 47' | Público: 28 126 Árbitro: GER Felix Zwayer |

| 12 de setembro de 2023 | Itália            | 2 – 1     | Ucrânia        | San Siro, Milão                                            |
| 20:45                  | Frattesi 12', 29' | Relatório | Yarmolenko 41' | Público: 58 386 Árbitro: ESP Alejandro Hernández Hernández |

| 12 de setembro de 2023 | Malta | 0 – 2     | Macedônia do Norte   | Estádio Nacional, Ta' Qali                    |
| 20:45                  |       | Relatório | Elmas 5' · Manev 41' | Público: 3 158 Árbitro: ARM Henrik Nalbandyan |

| 14 de outubro de 2023 | Ucrânia                       | 2 – 0     | Macedônia do Norte | Generali Arena, Praga (Chéquia)            |
| 15:00 (16:00 UTC+3)   | Sudakov 30' · Karavayev 90+5' | Relatório |                    | Público: 12 939 Árbitro: SVN Slavko Vinčić |

| 14 de outubro de 2023 | Itália                                                | 4 – 0     | Malta | Estádio San Nicola, Bari                  |
| 20:45                 | Bonaventura 23' · Berardi 45+1', 64' · Frattesi 90+3' | Relatório |       | Público: 56 186 Árbitro: CRO Duje Strukan |

| 17 de outubro de 2023 | Inglaterra                         | 3 – 1     | Itália       | Estádio de Wembley, Londres                 |
| 20:45 (19:45 UTC+1)   | Kane 32' (pen), 77' · Rashford 57' | Relatório | Scamacca 15' | Público: 83 194 Árbitro: FRA Clément Turpin |

| 17 de outubro de 2023 | Malta     | 1 – 3     | Ucrânia                                              | Estádio Nacional, Ta' Qali               |
| 20:45                 | Mbong 12' | Relatório | Camenzuli 38' (g.c.) · Dovbyk 43' (pen) · Mudryk 85' | Público: 3 547 Árbitro: DEN Morten Krogh |

| 17 de novembro de 2023 | Inglaterra                | 2 – 0     | Malta | Estádio de Wembley, Londres               |
| 20:45 (19:45 UTC+0)    | Pepe 8' (g.c.) · Kane 75' | Relatório |       | Público: 81 388 Árbitro: POR Luis Godinho |

| 17 de novembro de 2023 | Itália                                                              | 5 – 2     | Macedônia do Norte | Estádio Olímpico, Roma                    |
| 20:45                  | Darmian 17' · Chiesa 41', 45+2' · Raspadori 81' · El Shaarawy 90+3' | Relatório | Atanasov 52', 74'  | Público: 56 364 Árbitro: GER Felix Zwayer |

| 20 de novembro de 2023 | Macedônia do Norte | 1 – 1     | Inglaterra          | Arena Toše Proeski, Escópia              |
| 20:45                  | Bardhi 41'         | Relatório | Atanasov 59' (g.c.) | Público: 27 982 Árbitro: SVK Filip Glova |

| 20 de novembro de 2023 | Ucrânia | 0 – 0     | Itália | BayArena, Leverkusen (Alemanha)                |
| 20:45 (21:45 UTC+2)    |         | Relatório |        | Público: 26 403 Árbitro: ESP Jesús Gil Manzano |